# Vil·la Rosa (Salou)
La Vil·la Rosa és una casa del municipi de Salou (Tarragonès) inclosa en l'Inventari del Patrimoni Arquitectònic de Catalunya.

## Descripció
L'antiga Vil·la Rosa és una casa sense gaires complicacions arquitectòniques. Té una planta inscrita dins un quadrat perfecte. La seva alçada està configurada per una planta baixa, pis noble i pis alt.
La planta baixa té al costat dues escales que permeten accedir a la planta noble. Potser això sigui l'element més característic de la casa, donada la senzillesa general del conjunt.
L'edifici està cobert per una teulada a quatre aigües, una per cada costat.

## Història
Cal destacar també el tancament de la reixa de ferro que és força artístic i on es podia llegir el primitiu nom de la casa. Actualment aquest rètol està tapat.
S'ha instal·lat la botiga "Passeig 7" als baixos de la casa.